# (2308) Schilt
(2308) Schilt (1967 JM) – planetoida z pasa głównego asteroid okrążająca Słońce w ciągu 4,07 lat w średniej odległości 2,55 au. Odkryta 6 maja 1967 roku.